# Râul Zănoguța, Vâlsan
Râul Zănoguța este un curs de apă, afluent al râului Vâlsan.  

## Hărți
- Harta Județul Argeș
- Munții Făgăraș  Arhivat în 8 septembrie 2013, la Wayback Machine.
- Alpinet - Munții Făgăraș